# Гребенюк, Виктор Иванович (кинооператор)
Ви́ктор Ива́нович Гребенюк (28 января 1947, с. Буссе — 16 февраля 1990, Москва) — советский кинооператор, сотрудник Дальтелефильма, НовосибирскТелефильма и Западно-Сибирской киностудии, автор кинооператорских работ для документальных фильмов о Чернобыльской аварии.

## Биография
Родился 28 января 1947 года в селе Буссе в Амурской области. Окончил Дальневосточное высшее инженерно-морское училище, проходил кинооператорские курсы при ВГИКе.
Сначала был сотрудником «Дальтелефильма». С 1977 года жил в Новосибирске, где первое время работал в «Новосибирсктелефильме», а с 1986 года — на Западно-Сибирской киностудии.

#### Работа в Чернобыле
В 1986 и 1988 годах проводил съёмки в зоне Чернобыльской аварии.
Виктор Гребенюк — автор широко известного и единственного видео с катастрофой военного вертолёта, который упал на стройплощадку «Саркофага»; впоследствии эти трагические кадры попали во многие документальные и художественные картины.
Кинокамеру, использованную оператором в Чернобыле, законсервировали в бетоне из-за высокого уровня излучения.
Гребенюк принимал активное участие в основании Сибирского регионального союза «Чернобыль».

#### Гибель
Погиб в 1990 году во время подготовки известного путешественника Фёдора Конюхова к экспедиции на Северный полюс.
Похоронен на Заельцовском кладбище Новосибирска (квартал 68н).

## Фильмография
- «С якоря сниматься» (1971);
- «Морская пехота» (1973);
- «Крылатые моряки» (1975);
- «Бурятский гобелен» (1982);
- «Дорога в будущее» (1986);
- «Биография для прокурора» (1988);

### Фильмы о Чернобыльской аварии
- «Чернобыль. Осень 86-го»;
- «Чернобыльская богоматерь»;
- «Чернобыльские барды»;
- «Зона полугласности»;
- «Ликвидация 4-го энергоблока Чернобыльской АЭС»[2].

## Награды
Творчество кинооператора отмечено дипломами и призами фестивалей «Янтарная волна», «Человек и море», Всесоюзного фестиваля (Ленинград) и т. д. Виктор Гребенюк удостоен посмертно ордена Мужества.